# バーニング・ラブ (石野真子の曲)
「バーニング・ラブ」は、1981年7月21日に発売された、石野真子の通算16枚目のシングル。

## 解説
- 2ヶ月連続リリースの第2弾として発売されたシングル。作詞作曲は、7枚目のシングル「ジュリーがライバル」と同じく、作詞を松本礼児が、作曲を幸耕平がそれぞれ手掛けた。なお、これが石野のアイドル歌手時代の最後にリリースされたシングルとなった（長渕剛との結婚により芸能界を引退したため）。
- 1985年6月21日にリリースされた歌手復帰第1弾シングル「めぐり逢い」までの間に2作のシングル（「私のしあわせ PARTII」と「明日になれば」。）がリリースされたが、1981年8月30日に開催された「石野真子さよなら公演」では、石野自身が本楽曲を「最後のシングル」と紹介しているため、狭間にリリースされた2作のシングルが、石野公認のもとリリースされたものであるかは不明。
- 2008年3月26日に発売された歌手デビュー30周年記念CD-BOX『Mako Pack -Premium- 30th Anniversary Special Edition』に、シングルEPのA・B面曲が共に最新デジタル・リマスタリング音源で収録された。

## 収録曲
1. バーニング・ラブ [3:47]
作詞：松本礼児／作曲：幸耕平／編曲：萩田光雄
2. ボンボン・ブーケ [3:37]
作詞・作曲：イルカ／編曲：大村雅朗

## 関連作品
- GOLDEN☆BEST 石野真子
- Mako Pack -Premium- 30th Anniversary Special Edition